# Дэнчжоу
Дэнчжо́у (кит. упр. 邓州, пиньинь Dèngzhōu) — город субокружного уровня в провинции Хэнань КНР. Название дано в честь средневековой административной единицы, власти которой размещались в этих местах.

## История
В эпоху Чжоу в этих местах находилось царство Дэн (邓国), впоследствии завоёванное царством Чу.
Когда царство Цинь создало первую в истории Китая централизованную империю, здесь были созданы уезды Жансянь (穰县), Шаньду (山都县) и Дэнсянь (邓县). В конце империи Хань эти места в 197 году стали тыловой базой Цао Цао, пытавшегося поставить под центральный контроль отколовшиеся южные регионы страны.
При империи Суй в 583 году была создана область Дэнчжоу (邓州), власти которой разместились в административном центре уезда Жансянь. Впоследствии несколько веков именно отсюда осуществлялся административный и военный контроль над всем Наньянским регионом. Начиная с периода Южных и Северных династий и вплоть до чжурчжэньского завоевания Дэнчжоу шесть раз рассматривался в качестве возможной новой столицы страны.
После чжурчжэньского завоевания по первому мирному договору между китайской империей Сун и чжурчжэньской империей Цзинь граница между двумя странами пролегла «в 40 ли к западу от Дэнчжоу и в 40 ли к югу от Дэнчжоу». Вскоре сунские войска нарушили мирный договор и вновь захватили Дэнчжоу, но были разбиты чжурчжэнями.
При империи Мин уезд Жансянь в 1369 году был расформирован, но в 1380 году был образован вновь. В 1381 году уезд Жансянь был расформирован опять, а его земли перешли под непосредственное управление властей области Дэнчжоу. После Синьхайской революции в Китае была проведена реформа структуры административного деления, и в 1913 году области были упразднены; на землях, ранее напрямую подчинявшихся властям области Дэнчжоу, был образован уезд Дэнсянь.
В 1949 году был создан Специальный район Наньян (南阳专区), и эти места вошли в его состав. Впоследствии Специальный район Наньян был переименован в Округ Наньян (南阳地区).
В 1988 году уезд Дэнсянь был расформирован, а вместо него был создан городской уезд Дэнчжоу.
В 1994 году решением Госсовета КНР был расформирован округ Наньян и создан Городской округ Наньян.
В 2014 году Дэнчжоу был выведен из состава городского округа Наньян и стал подчиняться напрямую властям провинции Хэнань.

## Административное деление
Городской уезд делится на 3 уличных комитета, 13 посёлков и 11 волостей.